# Русанов, Борис Борисович
Борис Борисович Русанов (род. 16 декабря 1966, Алма-Ата, СССР) — предприниматель, президент компании USA Tour LLC, специализирующейся на туризме и недвижимости в США. Тренер Олимпийского чемпиона по современному пятиборью на летних Олимпийских играх в Атланте Александра Парыгина.

## Биография
Родился в Алма-Ате. Отец — Русанов Борис Иванович — профессор, доктор геолого-минералогических наук. Мать — Русанова Лидия Георгиевна — юрист.
В 1983 окончил Республиканскую среднюю общеобразовательную школу-интернат спортивного профиля № 6 г. Алматы. В 1986 окончил Казахский институт физической культуры и спорта.
В 1983—1991 — член национальной сборной команды Республики Казахстан, член Федерации современного пятиборья Республики Казахстан.
С 1992 занимается предпринимательской деятельностью.
С 2000 проживает в США.

## Сферы деятельности
В настоящее время является лицензированным специалистом по недвижимости и занимает пост президента в туристической компании.

## Достижения
- Чемпион Boston Fencing Club Turkey Open по фехтованию — 2001, Бостон, США
- Чемпион Metropolis Fencing Club Open по фехтованию — 2001, Нью-Йорк, США
- Обладатель Кубка СССР по современному пятиборью — 1991, Краснодар, СССР
- Бронзовый призёр Чемпионата Европы по современному пятиборью — 1991, Тренчин/Бянска Быстрица, Чехословакия
- Многократный чемпион Республики Казахстан по современному пятиборью — 1988—1991
- Многократный чемпион Республики Казахстан по плаванию — 1985—1988.

## Звание
Мастер спорта СССР международного класса по современному пятиборью.